# 1099 Figneria
1099 Figneria eller 1928 RQ är en asteroid i huvudbältet, som upptäcktes den 13 september 1928 av den ryske astronomen Grigorij N. Neujmin vid Simeiz-observatoriet på Krim. Den har fått sitt namn efter den ryska revolutionären Vera Figner.
Asteroiden har en diameter på ungefär 23 kilometer.